# Knut Faldbakken
Knut Robert Faldbakken (Oslo, 31 agosto 1941) è uno scrittore norvegese, autore di romanzi thriller, fantascientifici, psicologi, oltre che di romanzi storici, libri per bambini e sceneggiature teatrali e cinematografiche. In attività dalla fine degli anni sessanta, è considerato tra i principali autori di noir nel suo Paese.
È autore di oltre una trentina di romanzi, tradotti in 20 lingue, che hanno venduto oltre 2 milioni di copie in tutto il mondo. Tra i suoi romanzi più famosi, figura Adams dagbok (1978), considerato il suo capolavoro.
È il padre del regista Stefan Faldbakken e dell'artista e scrittore Matias Faldbakken.

## Biografia
Knut Robert Faldbakken nasce a Oslo il 31 agosto 1941.
Dopo la laurea in psicologia, nel 1965 si trasferisce a Parigi, dove inizia la sua carriera di scrittore. In seguito, dopo aver girato in altri Paesi europei, fa ritorno in Norvegia.
Nel 1967 pubblica il suo romanzo di debutto, Den grå regnbuen del 1967.
Nel 1974 pubblica il primo volume dell'epopea fantascientifica Uår.
Dal 1975 al 1980 copre il ruolo di direttore della rivista letteraria norvegese Vinduet.
Nel 1987, pubblica l'opera teatrale Livet med Marilyn.
Nel 2002, debutta come autore di gialli con il romanzo Alle elsker en hodeløs kvinne.
L'anno seguente, pubblica invece il suo primo libro per bambini, intitolato Nissen på Breistad..
Nel 2006, pubblica il romanzo giallo Turneren (tradotto in italiano con il titolo La casa nell'ombra), in cui compare per la prima volta la figura del commissario Jonfinn Valmann. Seguiranno altri romanzi con lo stesso protagonista, ovvero Confine di ghiaccio (Grensen, 2006), Nel gelo della notte (Nattefrost, 2006), Tyvene (2007), Senskade (2008), Totem (2009), Natthagen (2011) e Turisten (2013).

## Opere (lista parziale)
- Den grå regnbuen (1967)
- Eventyret (1970)
- Maude danser(1971)
- Insektsommer (1972)
- Uår, 2 voll. (1974-1976)
- Adams dagbok (1978)
- Luna di miele (Bryllupsreisen, 1982)
- Livet med Marilyn (1987)
- Bad boy (1988)
- Evig din (1990)
- Veien (1991)
- Til verdens ende
- Exsil (1997)
- Alt hva hjertet begjærer (1999)
- Alle elsker en hodeløs kvinne (2002)
- Nissen på Breistad (2003)
- La casa nell'ombra (Turneren, 2004)
- Confine di ghiaccio (Grensen, 2006)
- Nel gelo della notte (Nattefrost, 2006)
- Tyvene (2007)
- Senskade (2008)
- Totem (2009)
- Natthagen (2011)
- Turisten (2013)